# John Ferneley

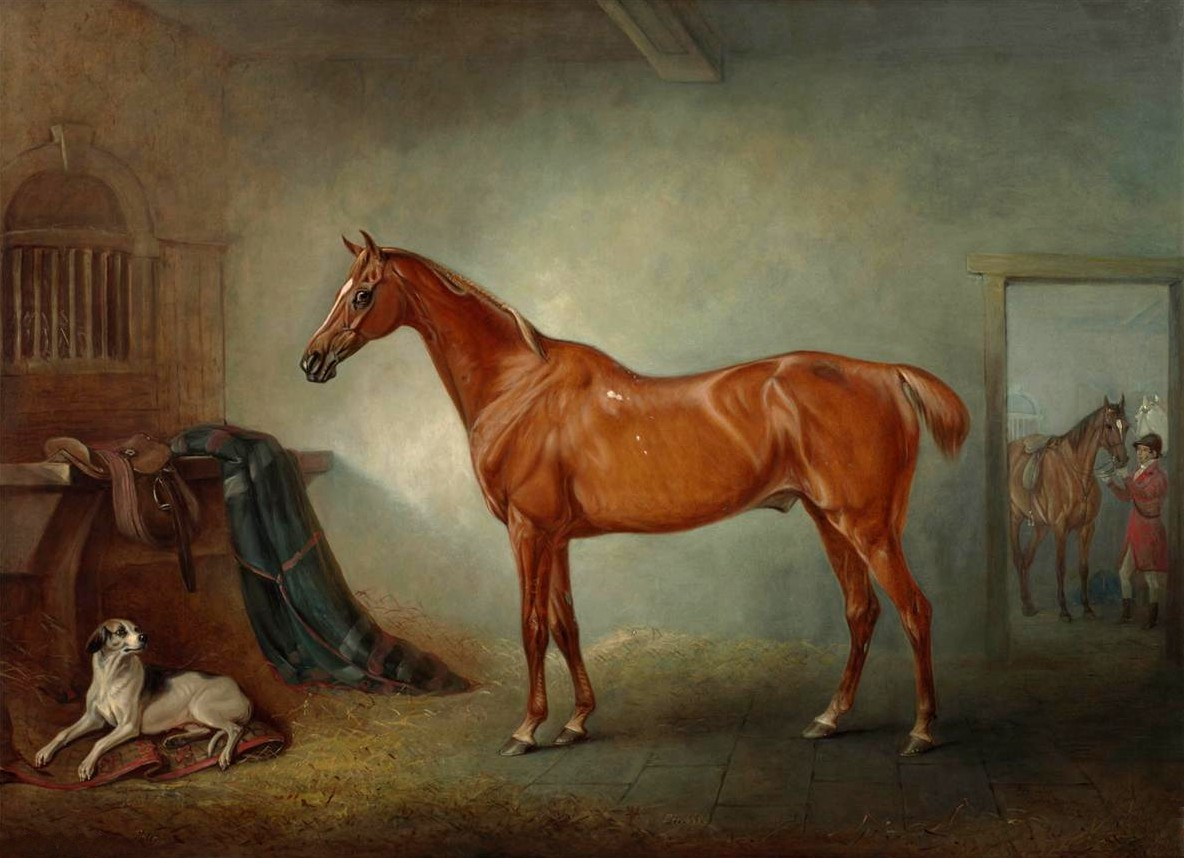
Lord Henry Bentinck's chestnut hunter 'Firebird'

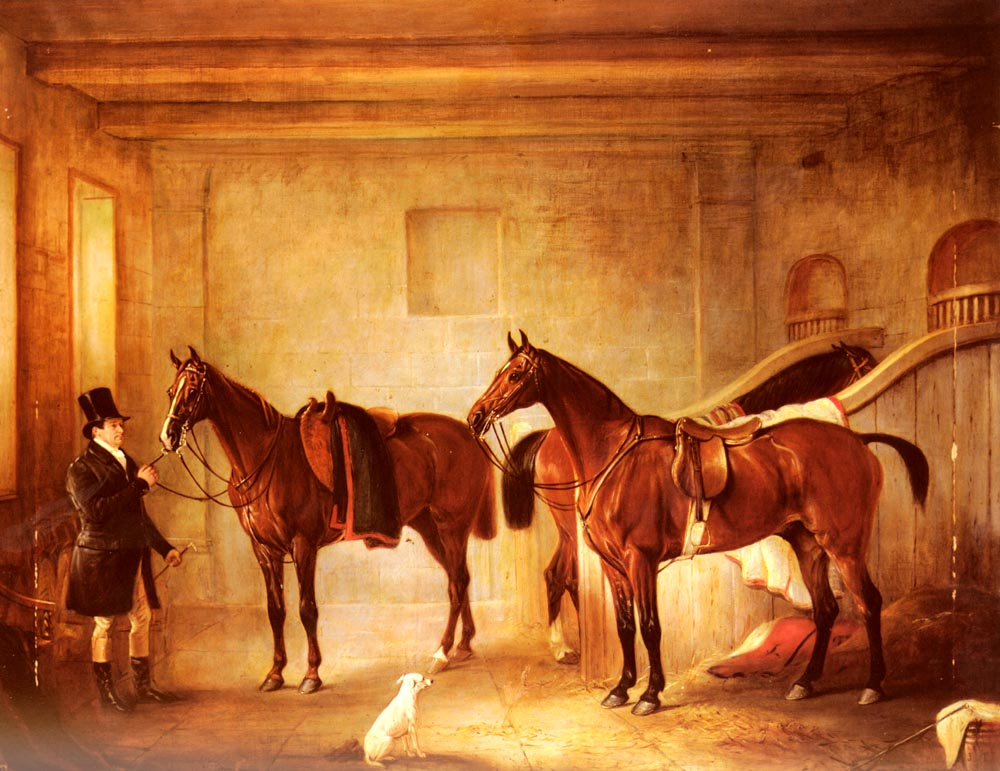
Sir John Thorold's Bay Hunters With Their Groom

John E. Ferneley (18 mai 1782 Thrussington, Leicestershire - 1860 Melton Mowbray, Leicestershire), était un peintre anglais spécialisé dans les portraits de chevaux et dans les scènes de chasse.  Il était considéré comme un des plus grands spécialistes de la peinture équestre.